# Handflügelindex
Der Handflügelindex wurde von Friedrich A. Kipp als flugbiologisches Maß entwickelt. Dieser Index gibt in erster Linie Auskunft über die Leistungsfähigkeit des Vogels beim Fliegen. Er kann auch bei Totfunden ein zusätzlicher Anhaltspunkt zur Artbestimmung sein.

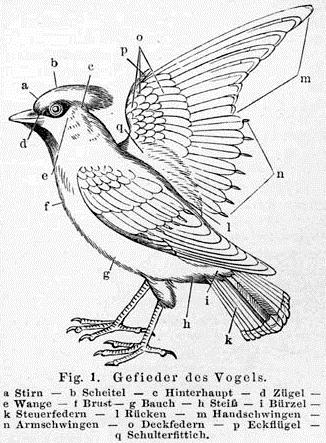
Gefieder

## Berechnung und Anwendung des Handflügelindex
Der Handflügelindex gibt das Verhältnis der Länge der Handschwingen zur gesamten Flügellänge eines Vogels an. Mit seiner Hilfe bestimmen Vogelkundler, wie weit die Wanderungen sind, die ein Vogel zurücklegt.
Je größer der Handflügelindex eines Vogels, desto bessere Flugeigenschaften weist er auf: Beim Zaunkönig, einem Standvogel, liegt er bei 16,5 %, beim weit ziehenden Mauersegler dagegen bei 72,3 %.
Es ist jedoch zu beachten, dass Vergleiche zwischen verschiedenen Familien oder (Unter-)Ordnungen nicht unbedingt aussagekräftig sind. Vergleicht man beispielsweise die Amsel (Index = 25) mit der Wasserralle (Index = 28), so muss beachtet werden, dass die Wasserralle trotzdem der weitaus schlechtere Flieger ist. Familienintern jedoch können die Unterschiede eine entsprechende Schlussfolgerung zulassen: Der Index der Wacholderdrossel zeigt mit 35 ein besseres Flugvermögen an als das der Amsel, was der Realität entspricht.
Der Handflügelindex berechnet sich nach folgender Formel: 
{\displaystyle {\text{Handfluegelindex}}={\frac {{\text{Abstand (1. Armschwinge bis Fluegelspitze)}}\cdot 100}{\text{Fluegellaenge}}}}
Die Zugweite nicht durch Beobachtung, sondern durch den Handfügel-Index zu bestimmen, ist insofern von Bedeutung, als es Paläontologen hilft, das Zugverhalten ausgestorbener Arten einzuschätzen. So konnte man mittels versteinerter Vögel das Zugverhalten bis in eine Zeit vor ca. einer Million Jahre zurückverfolgen.